# Diamante (Argentina)
Diamante è una cittadina dell'Argentina, capoluogo del dipartimento omonimo, nella provincia di Entre Ríos. 

## Geografia
Si trova sulla sponda sinistra del fiume Paraná, a 47 km a sud dal capoluogo provinciale Paraná. Sulla sponda opposta del fiume sorge la cittadina santafesina di Coronda.

## Storia
Conosciuta in passato con il nome di Punta Gorda, la località è situata nei pressi di un porto naturale sul fiume Paraná. Nel 1812, su disposizione del Secondo Triumvirato, vi si installarono tre batterie d'artiglieria, con lo scopo di impedire alle imbarcazioni spagnole di risalire il fiume; queste furono però smantellate nell'aprile dell'anno successivo, senza mai essere entrate in funzione. La zona fu poi spesso sfruttata per permettere il passaggio verso Santa Fe alle truppe durante le guerre civili argentine.
Durante il governo di Pascual Echagüe ad Entre Ríos si insediarono nel luogo diverse famiglie guaraní, che andarono ad unirsi alla popolazione già residente; il 27 febbraio 1836 la città fu fondata ufficialmente e denominata El Diamante. Attraversò qui il Paraná anche l'esercito di Justo José de Urquiza diretto contro Buenos Aires poco prima della battaglia di Caseros.

## Monumenti e luoghi d'interesse
- Chiesa di San Cipriano
- Parco Nazionale Pre-Delta

## Infrastrutture e trasporti

### Strade
Diamante è situata all'intersezione della strada nazionale 131, che la unisce alla cittadina di Crespo, con la provinciale 11.

### Porti
Il porto di Diamante, situato nella parte nord della cittadina, è principale scalo fluviale sul Paraná della provincia.